# Polyrhachis aculeata
Polyrhachis aculeata är en myrart som beskrevs av Mayr 1879. Polyrhachis aculeata ingår i släktet Polyrhachis och familjen myror.

## Underarter
Arten delas in i följande underarter:
- P. a. aculeata
- P. a. cybele
- P. a. gibbosa